# Stora Abborrtjärnet (Laxarby socken, Dalsland)
Stora Abborrtjärnet är en sjö i Bengtsfors kommun i Dalsland och ingår i Göta älvs huvudavrinningsområde.